# Sympycnus astutus
Sympycnus astutus är en tvåvingeart som beskrevs av Octave Parent 1932. Sympycnus astutus ingår i släktet Sympycnus och familjen styltflugor. Inga underarter finns listade i Catalogue of Life.